# Théodore Nouwens
Théodore Nouwens (ur. 17 lutego 1908 w Mechelen, zm. 21 grudnia 1974) – belgijski piłkarz grający na pozycji obrońcy.
Podczas przypadającej na lata 1923–1942 kariery klubowej reprezentował barwy KRC Mechelen. Wraz z kolegami klubowymi dwukrotnie zdobył mistrzostwo drugiej ligi belgijskiej.
W latach 1928–1933 rozegrał 23 mecze w reprezentacji Belgii. Był uczestnikiem mistrzostw świata 1930 rozgrywanych w Urugwaju.